# Edwin B. Brooks

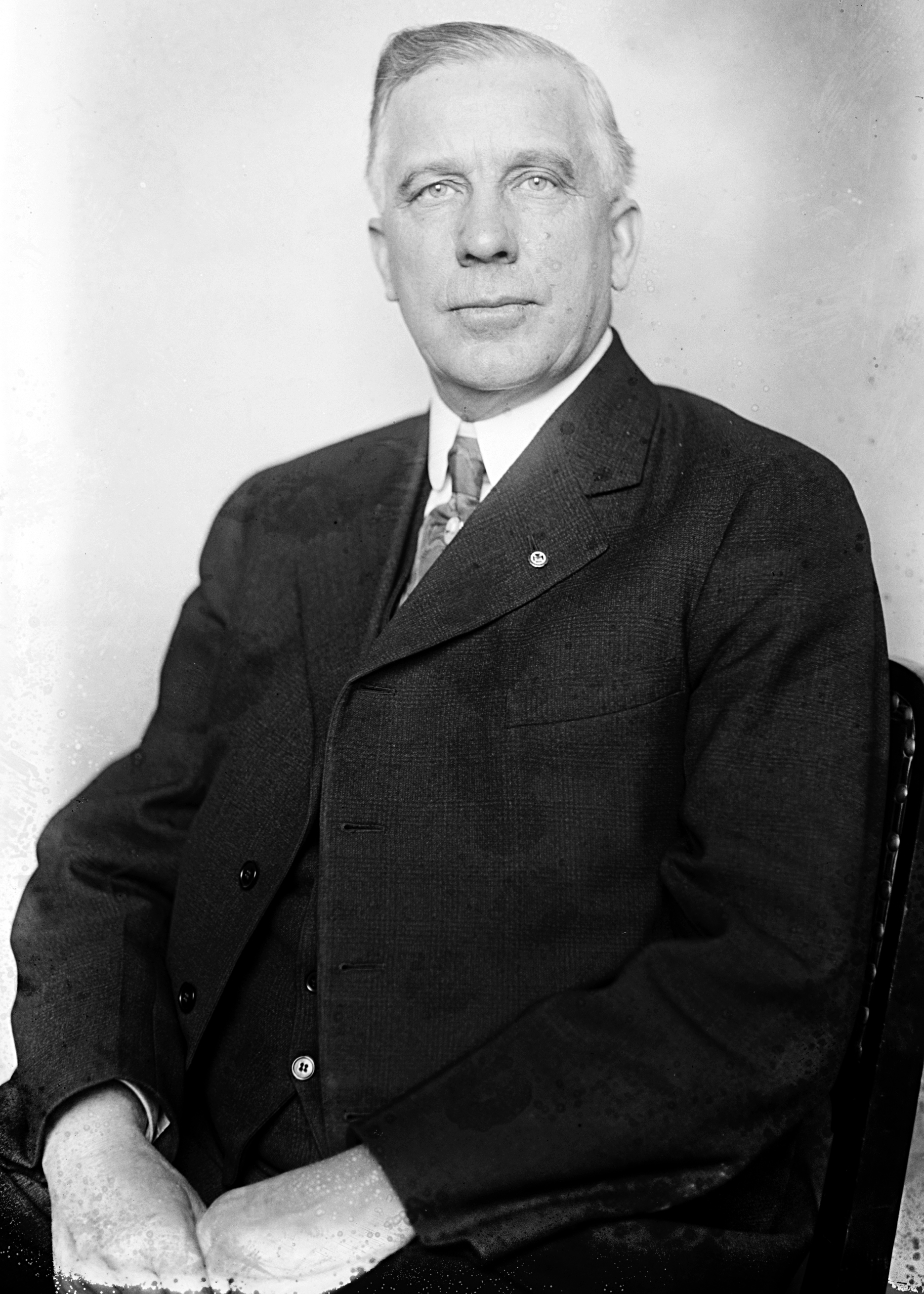
Edwin B. Brooks

Edwin Bruce Brooks (* 20. September 1868 in Newton, Jasper County, Illinois; † 18. September 1933 ebenda) war ein US-amerikanischer Politiker. Zwischen 1919 und 1923 vertrat er den Bundesstaat Illinois im US-Repräsentantenhaus.

## Leben
Edwin Brooks war ein Cousin des Kongressabgeordneten Edmund H. Hinshaw aus Nebraska. Er besuchte die öffentlichen Schulen seiner Heimat und studierte bis 1892 an der Valparaiso University in Indiana. Von 1894 bis 1912 amtierte er in verschiedenen Städten in Illinois als Schulrat. Außerdem arbeitete er in Newton im Bankgewerbe. Zwischen 1914 und 1918 war er auch Schulrat im Jasper County. Politisch war er Mitglied der Republikanischen Partei.
Bei den Kongresswahlen des Jahres 1918 wurde Brooks im 23. Wahlbezirk von Illinois in das US-Repräsentantenhaus in Washington, D.C. gewählt, wo er am 4. März 1919 die Nachfolge des Demokraten Martin D. Foster antrat. Nach einer Wiederwahl konnte er bis zum 3. März 1923 zwei Legislaturperioden im Kongress absolvieren. Im Jahr 1922 wurde Brooks nicht bestätigt. Zwischen 1924 und 1930 war er Superintendent of Charities in Illinois; von 1930 bis 1932 fungierte er als stellvertretender Attorney General seines Staates. Er starb am 18. September 1933 in Newton.